# أمريكا غوت تالنت الموسم الثامن
تم عرض الموسم الثامن من أمريكا غوت تالنت على قناة إن بي سي في 4 يوليو 2013 واختتم في 18 سبتمبر 2013.
كان المضيف لهذا الموسم كان نيك كانون. والحكام هم هاوي مانديل، هايدي كلوم، هوارد ستيرن، ميلاني براون، الفائز بهذا الموسم كان كينيتشي إبينا.